# Chouinard Art Institute
Pour les articles homonymes, voir Chouinard.
Le Chouinard Art Institute est une école d'art professionnelle fondée en 1921 par Nelbert Murphy Chouinard (1879-1969) à Los Angeles, en Californie. En 1961, Walt et Roy Disney guidèrent la fusion du Chouinard Art Institute et du Conservatoire de musique de Los Angeles pour créer le California Institute of the Arts. 

## Anciens élèves notables
- Manuel Gregorio Acosta (1921–1989), peintre et illustrateur
- Terry Allen, chanteur et peintre
- Gladys Aller (1915–1970), peintre
- John Altoon (1925–1969), peintre
- Pete Alvarado (1920–2003), animateur et dessinateur de bande dessinée
- Robert Alvarez, animateur
- Charles Arnoldi, peintre, sculpteur et printmaker
- Ralph Bacerra (1938–2008), céramiste
- Don Bachardy, peintre portraitiste
- Milo Baughman (1923–2003), designer industriel
- Larry Bell, artiste et sculpteur
- Ted Berman (1919–2001), animateur
- Ed Benedict (1912–2006), animateur, designer
- Marjorie Best (1903–1997), costume designer
- Mary Blair (1911–1978), peintre, animateur
- Preston Blair (1908–1995), animateur
- Robert Blue (1946–1998), pin-up, artiste
- Harry Bowden (1932–1933), peintre
- Michael Bowen (1937–2009), peinture, performance art
- Cory Buckner, architecte
- Timothy J. Clark, peintre
- Mary Corse, peintre associée au mouvement Light et Space[2]
- Richard Cromwell (1910–1960), acteur
- Alice Estes Davis, costume designer
- Ernest de Soto (1923–2014), maitre lithographe
- John DeCuir (1918–1991), directeur artistique
- Guy Dill, sculpteur ;
- Frank Young (1940-), sculpteur américain ;
- Boyd Elder (1944–2018) Experimental & album cover artist
- Jules Engel (1909–2003), animateur et peintre
- Lilly Fenichel, peintre
- Sandra Fisher (1947–1994), peintre
- Llyn Foulkes, peintre
- Gyo Fujikawa (1908–1998), auteur de livres pour enfants et illustrateur[3]
- S. Neil Fujita (1921–2010), designer graphique[4]
- Harper Goff (1911–1993), artiste et directeur artistique
- Jack Goldstein (1945–2003), peintre
- Joe Goode, peintre
- Rick Griffin (1944–1991), artiste et caricaturiste
- Frederick Hammersley (1919–2009), peintre
- David Hammons (1943-), artiste
- Laverne Harding (1905–1984), animateur
- Edith Head (1897–1981), costume designer
- Robert Irwin, artiste d'installation
- Elois Jenssen (1922–2004), costume designer
- Ollie Johnston (1912–2008), animateur, un des Nine Old Men de Disney
- Chuck Jones (1912–2002), animateur
- Corita Kent (1918–1986), artiste
- Tom Keogh (1922-1980) illustrateur et créateur de décors
- Bob Kurtz, animateur
- John J. Lloyd (1922–2014), directeur artistique
- Bud Luckey (1934–2018), animateur
- Bob Mackie, fashion et costume designer[5]
- Mara McAfee (1929–1984), peintre et illustrateur
- Bill Meléndez (1916–2008), animateur
- Reid Miles (1927–1993), graphic designer et photographe
- Ron Miyashiro, peintre, fabricant de bijoux et artiste d'assemblage
- Patrick Nagel (1945–1984), artist
- Maurice Noble (1910–2001), background artist
- Milicent Patrick (1915–1998), artiste, actrice et animateur[6]
- Virgil Partch (1916–1984), caricaturiste
- Walter Peregoy (1925–2015), artiste
- Danny Pierce (1920–2014), peintre, graveur et sculpteur
- Sally Pierone, artiste
- Noah Purifoy (1917–2004), sculpteur
- Milton Quon, animateur
- Elsa Rady (1943–2011), céramiste
- Wolfgang Reitherman (1909–1985), animateur, un des Nine Old Men de Disney
- Allen Ruppersberg, artiste
- Edward Ruscha, peintre
- Herbert Ryman (1910–1989), artiste et Disney imagineer[7]
- Retta Scott (1916–1990), premier animateur féminin chez Disney
- Millard Sheets (1907–1989), peintre
- Peter Shire, sculpteur, furniture designer et céramiste
- Ken Shutt (1928–2010), American sculpteur[8]
- William E. Smith   (1913-1997), graveur, instructeur, concepteur d'enseignes
- Dan Spiegle (1920–2017), artiste de bande dessinée
- Michele Martin Taylor, peintre
- Frank Thomas (1912–2004), animateur, un des Nine Old Men de Disney
- Morton Traylor (1918–1996), artiste plasticien, designer et sérigraphe
- John Van Hamersveld, artiste graphique et illustrateur
- Roy Williams (1907–1976), animateur chez Disney et gagman
- Dan Wynn (1920-1995), photographe

## Voir également
- Institut des arts de Californie